# Chi Lát ruối
Chi Lát ruối (danh pháp khoa học: Aphananthe) là một chi nhỏ trong họ Cannabaceae, trước đây được xếp trong họ Ulmaceae. Chi này bao gồm các loại cây gỗ thường xanh, phân bố trong khu vực Madagascar, Nam Á, Đông Á, Đông Nam Á, Mexico và Australia. Lá thường mọc so le trên cành và có răng cưa. Hoa đơn tính, quả là dạng quả hạch. Tên gọi Aphananthe là để nói tới hoa tầm thường.

## Các loài
Các loài hiện được công nhận bao gồm:
- Aphananthe aspera (Thunb.) Planch., 1873 – Lát ruối, u hoa nhám. Khu vực phân bố: Đài Loan, Nhật Bản, bán đảo Triều Tiên, Trung Quốc, Việt Nam.
- Aphananthe cuspidata (Blume) Planch., 1873 (đồng nghĩa: A. lissophylla) – Lát ruối. Khu vực phân bố: Từ Nam Á (Ấn Độ) tới Đông Nam Á (gồm cả Philippines, Indonesia) và miền nam Trung Quốc.
- Aphananthe monoica (Hemsl.) J.-F.Leroy, 1961. Khu vực phân bố: Mexico, Trung Mỹ.
- Aphananthe philippinensis Planch., 1848. Khu vực phân bố: Philippines, New Guinea, miền đông Australia.
- Aphananthe sakalava J.-F.Leroy, 1945. Khu vực phân bố: Tây bắc Madagascar.

## Lưu ý
Aphananthe Link, 1821 với danh pháp loài Aphananthe celosioides (Spreng.) Link, 1821 là danh pháp đồng nghĩa của loài Microtea maypurensis (Kunth) G.Don, 1839 (đồng nghĩa gốc: Ancistrocarpus maypurensis Kunth, 1817) trong họ Microteaceae.